# Chevron prestoni
Chevron prestoni är en mossdjursart som beskrevs av Gordon 1989. Chevron prestoni ingår i släktet Chevron och familjen Phidoloporidae. Inga underarter finns listade i Catalogue of Life.